# Gualaco
Gualaco è un comune dell'Honduras facente parte del dipartimento di Olancho.
Il comune risulta come entità indipendente già nel censimento del 1791.